# Причинная система
Причинная система (англ. causal system) — в теории систем динамическая система, для которой выполняется принцип причинности, то есть выход такой системы y(t) в какой-то определённый момент времени t0 зависит только от значений входного сигнала x(t) в моменты времени t меньше или равным моменту t0. Таким образом, в таких системах вектор фазовых координат и выходное значение зависит только от прошлого и текущего значений входного сигнала.
Принцип, по которому выходное значение некоторой системы зависит только от прошлых значений входа, называется принципом причинности. Система, в которой выходное значение каким-либо образом связано с будущим значением входного сигнала (вдобавок к зависимости от прошлых и текущего его значений), является непричинной системой (англ. acausal system), а система, которая зависит только от будущих значений входного сигнала называется антипричинной системой (англ. anticausal system). Однако, иногда антипричинная система определяется как система, выходной сигнал которой зависит не только от будущих, но и от текущего значений входного сигнала или, короче, как система, не зависящая от прошлых входных значений.
Любая динамическая система, существующая в реальном мире, является причинной, так как невозможно получить отклик системы на ещё неприложенное воздействие.